# Mario Borriello
Pour les articles homonymes, voir Borriello.
 Mario Borriello (né en 1914 à Vienne et mort en 2000) est un chanteur lyrique italien, baryton.
Il s'installe enfant en Italie. Il fait son début à l'Opéra de Rome en 1942 comme Silvio de Pagliacci.